# わたらせ渓谷鐵道わ89-100形気動車
わ89-100形気動車（わ89-100がたきどうしゃ）は、JR足尾線を第三セクターに転換して開業したわたらせ渓谷鐵道が開業にあたって導入した気動車である。1989年（平成元年）に2両が製造され、2013年（平成25年）まで使用された。
本項ではわ89-100形と同様の車体と走行装置を持ち、座席配置が異なり、1989年（平成元年）に3両が製造され、2010年（平成22年）まで使用されたわ89-200形気動車についても併せて記載する。

## 概要
1989年（平成元年）3月29日にJR足尾線を第三セクターに転換して開業したわたらせ渓谷鐵道が開業に際して投入した気動車である。両運転台、トイレなし、ロングシートのわ89-100形2両と、両運転台、トイレなし、セミクロスシートのわ89-200形3両が富士重工業で製造された。富士重工業製のレールバスLE-Car IIをベースとし、それぞれの車両に沿線市町村の代表的な山の名前の愛称がつけられ、登場時は各車が異なる色に塗装されていた。同時に、観光団体輸送を考慮し、車体を大型化の上、車内を全席転換クロスシートとしたわ89-300形2両も製造されている。わ89-102は開業間もない1989年（平成元年）5月14日に落石に乗り上げて大破し、同年7月1日に廃車された。この経緯から、わ89-102の実働期間はわずか47日と超短命車両の記録を持つ。1990年（平成2年）7月には201、202にトイレが設置されたが、LE-Carシリーズでトイレを設置したのはこの2両のみである。後年わ89-300形と同様の紅銅（べにあかがね）色一色に変更され、2008年（平成20年）から2013年（平成25年）にかけて廃車された。
| 形式             | わ89-100 | わ89-200   | わ89-200 （トイレ設置後） |
| 車両定員         | 104      | 100        | 94                        |
| 座席定員         | 46       | 42         | 48                        |
| 座席             | ロング   | セミクロス | セミクロス                |
| 製造数（改造数） | 2        | 3          | (2)                       |

## 車体
富士重工業製のレールバスLE-Car IIをベースとする。LE-Carではバスの構体を流用したため車体幅が2,440 mmとなっていたが、1985年（昭和60年）に製造された樽見鉄道ハイモ230-300形気動車から幅広の屋根部品を用意して車体幅が2,700 mmとなった。正面貫通式、車体長は15,000 mm、運転席は左隅に設けられ、乗務員扉も片側1箇所に設置された。客用扉は幅990 mmの折り戸が運転室直後に1箇所と反対側の車端に1箇所の2か所に設けられた。扉間には幅1,600 mmの窓6組が設けられ、うち3組は下半分が引き違い式、上半分が固定式となった。乗務員扉がない側の客用扉直後に幅820 mmの固定式窓が設けられた。外部塗装は下半分アイボリー、上半分が車両ごとに異なる色となり、窓下には13種類の動物（たぬき、しか、きじ、いのしし、とんび、りす、むささび、さる、きつね、いたち、うさぎ、かめ、くま）のシルエット調のイラストが描かれた。
わ89-100形は全席ロングシート、わ89-200形は車内中央部に4人掛けボックスシート6組を備えたセミクロスシートである。整理券発行機、運賃箱などのワンマン運転対応の機器も設置された。

## 走行装置

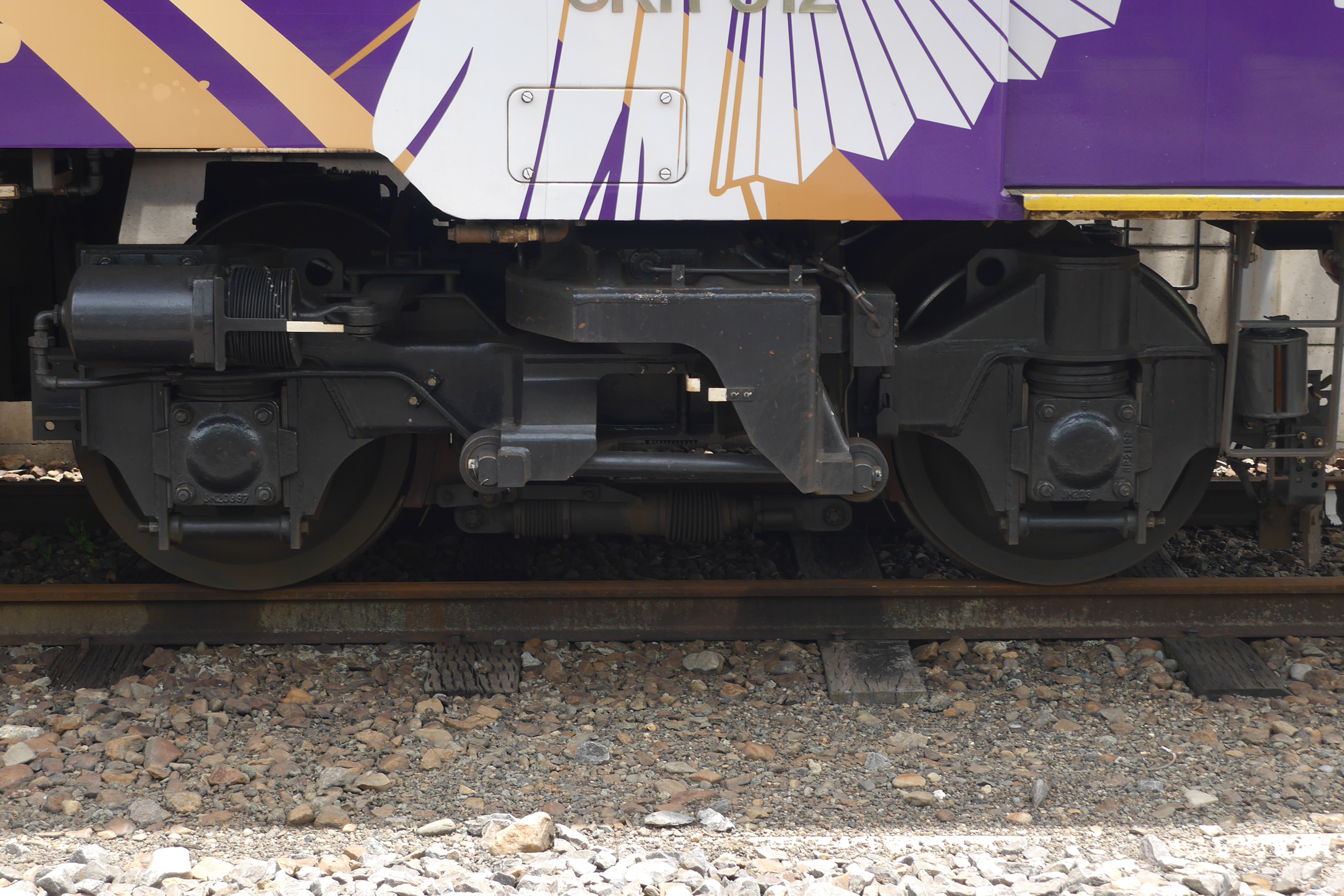
FU34系台車
写真は信楽高原鐵道SKR310形のもの

エンジンは、日産ディーゼル製PE6HT03ディーゼルエンジン（連側定格出力184 kW / 1,900 rpm）を1基搭載、動力はSCAR0.91A液体変速機を介して台車に伝達される。前位側台車は2軸駆動の動台車FU34GD、後位側はFU34GTで、いずれも空気ばね式である。制動装置はSME三管式直通ブレーキが採用され、機関ブレーキ、排気ブレーキ、リターダブレーキを併用する。

## 空調装置
暖房装置はエンジン排熱を利用した温風式だが、冬季早朝に暖房の効きが悪かったため、1991年（平成3年）11月に床下にウォーターヒータが設置された。冷房装置は能力25.6 kW（22,000　kcal/h）のIBCU-23が1基搭載された。

## 車歴
| 形式     | 車両番号 | 製造      | 車体色 | 季節 | 愛称（自治体）       | 便所設置  | 廃車       |
| -------- | -------- | --------- | ------ | ---- | -------------------- | --------- | ---------- |
| わ89-100 | 101      | 1989年1月 | 紫根   | 春   | こうしん（足尾町）   | -         | 2013年3月  |
| わ89-100 | 102      | 1989年1月 | 雀茶   | 冬   | ようがい（大間々町） | -         | 1989年7月  |
| わ89-200 | 201      | 1989年1月 | 深緑   | 夏   | くろび（黒保根村）   | 1990年7月 | 2010年12月 |
| わ89-200 | 202      | 1989年1月 | 紺青   | 夏   | けさまる（東村）     | 1990年7月 | 2008年11月 |
| わ89-200 | 203      | 1989年1月 | 深緋   | 秋   | あづま（桐生市）     | -         | 2009年6月  |

## 運用

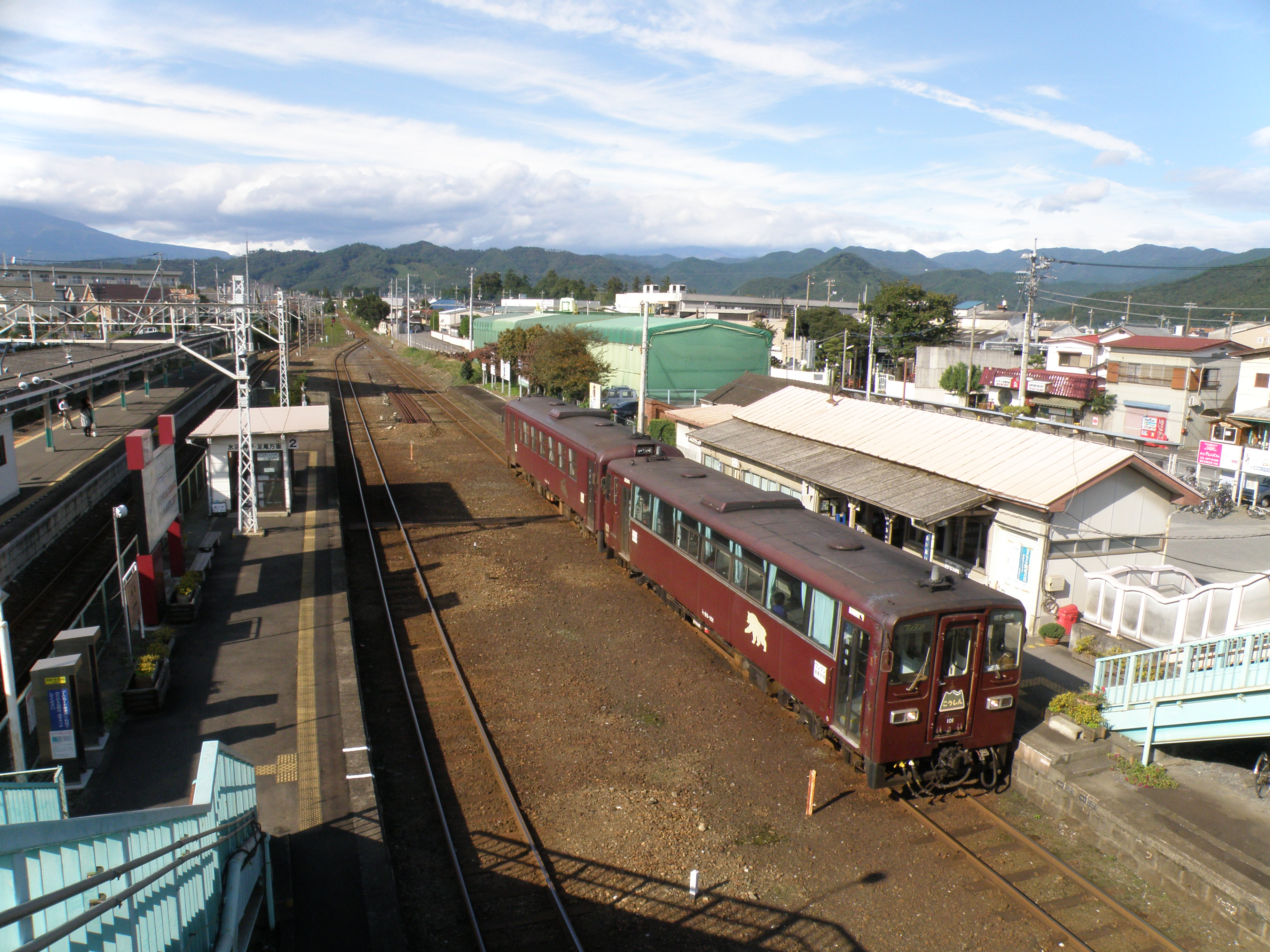
相老駅に停車するわ89-101とわ89-310形の編成

1989年（平成元年）3月29日にJR足尾線が第三セクターに転換し、わたらせ渓谷鐵道が開業するのに合わせ、わ89-100形2両、わ89-200形3両、わ89-300形2両が投入され、わたらせ渓谷線桐生駅 - 間藤駅間で運用された。開業にあたっては、JRからの車両譲渡や、JR車両に近似した車両の新造も検討されたが、路線の性格を考慮、運転コストの削減、会社のイメージアップをねらってレールバス型の新造車両を投入することとなった。開業間もない1989年（平成元年）5月14日に落石に乗り上げてわ89-102が大破し、同年7月1日に廃車、代替としてわ89-310形が1991年（平成3年）3月に製造されている。1990年（平成2年）7月には201、202にトイレが設置されたが、富士重工製LE-Carシリーズでトイレを設置したのはこの2両のみである。後年、外部塗装がわ89-300形と同様の紅銅色一色に変更されている。
2008年（平成20年）から2010年（平成22年）にかけてわ89-200形が廃車され形式消滅したのち、2013年（平成25年）にはわ89-101が登場時の塗装に復元された上で廃車となり、わ89-100形も形式消滅となった。廃車後、わ89-203がみなかみ町の個人に買い取られわ01-855とともに静態保存されているほか、わ89-101はわ89-302とともに大間々駅で静態保存されている。

### 書籍
- 寺田 祐一『私鉄気動車30年』JTBパブリッシング、2006年。ISBN 4-533-06532-5。

### 雑誌記事
- 『レイルマガジン』通巻65号（1989年4月・ネコ・パブリッシング）
  - 「NEW COMER GUIDE わ89形一般車デビュウ」 pp. 61-62

- 『鉄道ピクトリアル』通巻515号「<特集> 台車」（1989年8月・電気車研究会）
  - 吉川文夫「日本の鉄道車両 台車の歴史過程」 pp. 10-15

- 『鉄道ピクトリアル』通巻534号「新車年鑑1990年版」（1990年10月・電気車研究会）
  - 藤井 信夫・大幡 哲海・岸上 明彦「各社別車両情勢」 pp. 180-197
  - わたらせ渓谷鐵道（株）技術部長 清水 幸夫「わたらせ渓谷鐵道 わ89-100・200・300形」 pp. 180-197
  - 「1989年1月から3月、1989年度に開業した鉄道・軌道」 pp. 252
  - 「民鉄車両諸元表」 pp. 284-287
  - 「1990年度車両動向」 pp. 287-302

- 『鉄道ピクトリアル』通巻550号「新車年鑑1991年版」（1991年10月・電気車研究会）
  - 藤井 信夫・大幡 哲海・岸上 明彦「各社別車両情勢」 pp. 122-138
  - 「1990年度車両動向」 pp. 241-252

- 『鉄道ピクトリアル』通巻658号「<特集> レールバス」（1998年9月・電気車研究会）
  - 「第三セクター・私鉄向け 軽快気動車の発達 富士重工業」 pp. 28-31
  - 高嶋修一「第三セクター・私鉄向け軽快気動車の系譜」 pp. 42-55

- 『レイルマガジン』通巻230号付録（2002年11月・ネコ・パブリッシング）
  - 岡田誠一「民鉄・第三セクター鉄道 現有気動車ガイドブック2002」 pp. 1-32

- 『レイルマガジン』通巻250号（2004年7月・ネコ・パブリッシング）
  - 寺田 祐一「私鉄・三セク気動車 141形式・585輌の今!」 pp. 4-50

- 『鉄道ピクトリアル』通巻825号「鉄道車両年鑑2009年版」（2009年10月・電気車研究会）
  - 岸上 明彦「2008年度民鉄車両動向」 pp. 108-134
  - 「各社別新造・改造・廃車一覧」 pp. 222-235

- 『鉄道ピクトリアル』通巻840号「鉄道車両年鑑2010年版」（2010年10月・電気車研究会）
  - 岸上 明彦「2009年度民鉄車両動向」 pp. 116-142
  - 「各社別新造・改造・廃車一覧」 pp. 212-225

- 『鉄道ピクトリアル』通巻855号「鉄道車両年鑑2011年版」（2011年10月・電気車研究会）
  - 岸上 明彦「2010年度民鉄車両動向」 pp. 123-154
  - 「各社別新造・改造・廃車一覧」 pp. 210-222

- 『鉄道ピクトリアル』通巻881号「鉄道車両年鑑2013年版」（2013年10月・電気車研究会）
  - 岸上 明彦「2012年度民鉄車両動向」 pp. 100-133
  - 「各社別新造・改造・廃車一覧」 pp. 217-228